# Carla Egerer
Carla Egerer (auch Carla Aulaulu oder Carla Aulaulu Egerer) ist eine deutsche Schauspielerin.

## Leben
Egerer wurde in einer Klasse des Lett-Vereins als Fotografin ausgebildet und drehte ihre ersten Filme als Schauspielerin 1968 bis 1970 mit Vertretern des Neuen Deutschen Films (Werner Schroeter, Rosa von Praunheim und Rainer Werner Fassbinder). 1968 war sie für den Comiczeichner der 68er-Generation Alfred von Meysenbug das Modell der Jolly Boom in seinem Comic „Super-Mädchen: Das Ende der Verkäuferin Jolly Boom“. In einigen Filmen von Reinard Hauff spielte sie prägnante Rollen, danach wandte sie sich der Schriftstellerein zu und verfasste etliche Romane. Nach Aufenthalt in Spanien zu Beginn der 1990er-Jahre studierte sie erneut, diesmal Produktion an der HFF München. Sie drehte mehrere Dokumentarfilme, war an der Entwicklung von Comics beteiligt und Veröffentlichte weitere Bücher. Daneben betätigte sie sich als Webdesignerin.
Von 1969 bis 1971 war sie mit Rosa von Praunheim verheiratet.

## Filmografie
- 1968: Virginia’s Death (Kurzfilm), Regie: Werner Schroeter
- 1968: Rosa Arbeiter auf goldener Straße, Teil 1 (Kurzfilm)
- 1968: Von Rosa von Praunheim (Kurzfilm), Regie: Rosa von Praunheim
- 1969: Nicaragua, Regie: Werner Schroeter
- 1969: Rosa Arbeiter auf goldener Straße, Teil 2 (Kurzfilm)
- 1969: Neurasia (Kurzfilm), Regie: Werner Schroeter
- 1969: Argila (Kurzfilm), Regie: Werner Schroeter
- 1969: Schwestern der Revolution (Kurzfilm)
- 1969: Eika Katappa, Regie: Werner Schroeter
- 1970: Sehnsucht, Regie: Veith von Fürstenberg
- 1970: Anglia, Regie: Werner Schroeter
- 1970: Baal
- 1970: Warum läuft Herr R. Amok?
- 1970: Götter der Pest
- 1970: Pakbo, Regie: Volker Koch
- 1970: Der Bomberpilot, Regie: Werner Schroeter
- 1970: San Domingo
- 1970: Rio das Mortes
- 1970: Whity
- 1970: Niklashauser Fart
- 1970: Pioniere in Ingolstadt
- 1972: S.P.Q.R., Regie: Volker Koch
- 1972: Was die Rechte nicht sieht, kommt erst recht aus dem Ohr heraus, Regie: Rosa von Praunheim
- 1978: Messer im Kopf
- 1979: Union Square, Regie: Reinhard Hauff
- 1980: Endstation Freiheit
- 1983: Heller Wahn

## Belege
1. ↑  https://www.filmportal.de/person/carla-egerer_9c720bd06fce4acc8f842471fef600657

| Personendaten    | Personendaten           |
| ---------------- | ----------------------- |
| NAME             | Egerer, Carla           |
| ALTERNATIVNAMEN  | Aulaulu, Carla          |
| KURZBESCHREIBUNG | deutsche Schauspielerin |
| GEBURTSDATUM     | 20. Jahrhundert         |